# Die Heulboje
Die Heulboje (Originaltitel: The Patsy) ist eine US-amerikanische Filmkomödie aus dem Jahr 1964. Alternativtitel ist Der Wunderknabe.

## Handlung
Während der Dreharbeiten zu einem Film verunglückt der Star des Films tödlich. Ohne diesen Starkomiker steht das Filmteam vor der Pleite. Der tollpatschige Hotelboy Stanley scheint den Produzenten der ideale Ersatz. Sie machen sich daran, den Jungen zu einem neuen Comedystar aufzubauen. Stanley ist jedoch nur im Alltag komisch, sobald er jedoch nach einem vorgefertigten Drehbuch witzig sein soll, ist das Gegenteil der Fall. Nach einem katastrophalen Probeauftritt lassen die Produzenten ihn wieder fallen. Nur Ellen, die einen Narren an dem Jungen gefressen hat, hält weiter zu ihm. Als er schließlich vom berühmten Ed Sullivan in dessen Fernsehshow eingeladen wird, wird er dennoch über Nacht zum neuen amerikanischen Komikerstar. Nun bitten ihn die Produzenten auf Knien wieder zu ihnen zurückzukehren.

## Hintergrund
In diesem Film treten neben dem bereits erwähnten Ed Sullivan einige amerikanische Stars als Gäste auf. Sie spielen zum Teil sich selbst: George Raft, Hedda Hopper, Ed Wynn, Mel Tormé, Rhonda Fleming, Del Moore, Neil Hamilton, Buddy Lester, Jack Albertson, Scatman Crothers.  Die Heulboje war außerdem der letzte Filmauftritt von Peter Lorre. Lorre starb weniger als einen Monat nach Abschluss der Dreharbeiten an einem Schlaganfall.

## Kritiken
„Ein alberner Filmspaß, der aus seiner interessanten Konstellation wenig Funken schlägt und durch eine Anhäufung von dürftigen Scherzen bald Langeweile verbreitet.“